# Heike Drechsler
Heike Gabriela Drechsler (született: Daute) (Gera, 1964. december 16. –) olimpiai és világbajnok német atléta. Távolugrásban több alkalommal állított fel világrekordot, valamint több olimpiai, világ-, és Európa-bajnoki címet szerzett, ezentúl jelentős sikereket ért el rövidtávfutóként is.

## Pályafutása
Máig ő az egyetlen nő, aki két olimpiai bajnoki címet is nyert a távolugrás versenyszámában. Drechsler az olimpiai játékok mellett a világbajnokságon, valamint az Európa-bajnokságon is több aranyérmet szerzett.
A legtöbb egykori kelet-német sportolóhoz hasonlóan őt is rendre doppingvádakkal illették. 2001-ben, Glasgow-ban egy sajtótájékoztatón elismerte, hogy pályafutása nagy részén edzői különböző szereket adtak neki, és társainak. "Mára tudjuk, hogy tiltott anyagokkal tömtek. Sok mindent beszedettek velünk, melyekre azt mondták vitaminok, és használnak nekünk. Most már tudjuk, hogy hazudtak nekünk."

## Világrekordjai
|    | Versenyszám        | Eredmény            | Dátum |
| -- | ------------------ | ------------------- | ----- |
| 1. | Hétpróba           | 5891 pont (junior)  | 1981  |
| 2. | Távolugrás         | 7,14 méter (junior) | 1983  |
| 3. | Távolugrás         | 7,44 méter          | 1985  |
| 4. | Távolugrás         | 7,45 méter          | 1986  |
| 5. | Távolugrás         | 7,45 méter          | 1986  |
| 6. | 200 méter síkfutás | 21,71 s             | 1986  |
| 7. | 200 méter síkfutás | 21,71 s             | 1986  |

## Egyéni legjobbjai
- 100 méteres síkfutás - 10,91 s (1986)
- 200 méteres síkfutás - 21,71 s (1986)
- Távolugrás - 7,48 méter (1988)
- Hétpróba - 6741 pont (1994)